# Uta Gaidys
Uta Gaidys ist eine deutsche Krankenschwester, Pflegewissenschaftlerin und Hochschullehrerin. Sie ist Professorin für Pflegewissenschaft an der Hochschule für Angewandte Wissenschaften in Hamburg und Mitglied des deutschen Wissenschaftsrats.

## Werdegang
Gaidys absolvierte im Jahr 1992 die Ausbildung zur Krankenschwester am Rudolf-Virchow-Klinikum der Freien Universität in Berlin. Zwischen 2005 und 2008 war sie Wissenschaftliche Mitarbeiterin am Universitätsklinikum Schleswig-Holstein tätig. Gaidys promovierte im Jahr 2008 an der Caledonian University in Glasgow. Im selben Jahr wurde sie Professorin für Pflegewissenschaft an der Hochschule für Angewandte Wissenschaften (HAW) in Hamburg. Im Jahr 2009 übernahm Gaidys das Amt der Prodekanin an der Fakultät für Wirtschaft und Soziales. An der HAW entwickelte und etablierte sie einen der ersten deutschen klinischen Masterstudiengänge im Fachbereich Pflegewissenschaften, dessen Leitung sie im Jahr 2013 übernahm. Seit 2016 leitet Gaidys die Fakultät Pflege und Management der HAW.
Im Frühjahr 2021 wurde Gaidys von Bundespräsident Frank-Walter Steinmeier in den deutschen Wissenschaftsrat berufen. Das Gremium berät Bund und Bundesländer bei der Etablierung eines institutionell differenziert aufgestellten, vernetzten und gesellschaftlich eingebundenen Wissenschaftssystems.

### Forschung
Gaidys forscht schwerpunktmäßig zur Vorgehensweise und der ethischen Bedeutung der pflegerischen Versorgung von Patienten mit chronischen Erkrankungen und nimmt hierbei die Belastung der Pflegekräfte in den Blick.

## Engagement
Gaidys ist Mitglied der Deutschen Gesellschaft für Pflegewissenschaft und gehört dem Beirat der Deutschen Gesellschaft für Fachkrankenpflege und Funktionsdienste an. Zudem ist sie Sprecherin der Arbeitsgruppe Gesundheitsfachberufe der Hochschulrektorenkonferenz.

### Positionen
Gaidys begrüßt die zunehmende Bedeutung von Wissenschaftlichkeit in der Pflege, was sich beispielsweise durch die zunehmende Akademisierung der pflegerischen Ausbildung und die Etablierung wissenschaftlich fundierter Expertenstandards ausdrückt. Dieser Aspekt trägt ihrer Ansicht nach zu einer besseren Pflegequalität bei, während die geringe Bereitschaft, sich in Pflegekammern zu organisieren und der weiterhin zu geringe Akademisierungsgrad gegenteilig wirkt. Zudem kritisiert Gaidys die wenig autonome und nicht kompetenzbasierte Gehaltsentwicklung in der Pflege: „Trotz Weiterbildung, Fortbildung und Studium stagniert das Gehalt und damit erfolgt eben keine Anerkennung der Fachlichkeit […] der Pflege“.

## Publikationen
- mit Corinna Petersen-Ewert: Gesundheitsförderung und Prävention in Pflege und Therapie: Grundlagen, Übungen, Wissenstransfer, W. Kohlhammer Verlag, 2018
- mit Corinna Petersen-Ewert: Ethik in Pflege und Therapie: Grundlagen, Übungen, Wissenstransfer, W. Kohlhammer Verlag, Stuttgart 2018
- mit Corinna Petersen-Ewert, Joachim Westenhöfer und Johanna Buchcik: Transkulturell pflegen: Handbuch zur Schulung von Pflegefachkräften und pflegenden Angehörigen mit Migrationshintergrund, Springer Verlag, Berlin 2017